# Кресс, Егор Дмитриевич
Егор Дмитриевич Кресс (бел. Ягор Дзмітрыевіч Крэс; род. 20 ноября 2003, Минск) — белорусский футболист, полузащитник новополоцкого «Нафтана».

## Карьера

### «Динамо» Минск
Воспитанник академии минского «Динамо», в которой начал заниматься с юношеских лет. В 2021 году стал выступать в юношеском первенстве до 19 лет. В начале 2022 года стал игроком дублирующего состава минского клуба.

#### Аренда в «Локомотив» Гомель
В июле 2022 года футболист на правах арендного соглашения отправился в гомельский «Локомотив». Дебютировал за клуб 24 июля 2022 года в матче против «Осиповичей», выйдя на замену на 64 минуте. Футболист сразу же закрепился в основной команде клубе. По окончании арендного соглашения футболист покинул клуб.

### «Славия-Мозырь»
В феврале 2023 года футболист на правах свободного агента перешёл в мозырскую «Славию». Дебютировал за клуб 17 марта 2023 года в матче против «Минска», выйдя на замену на 85 минуте. На протяжении первой половины сезона футболист выступал в клубе в роли игрока замены, результативными действиями не отличившись. Затем футболист с августа 2023 года выбыл из распоряжения основной команды мозырского клуба. По итогу сезона футболист вместе с клубом завершил чемпионат на итоговом седьмом месте. По окончании сезона футболист покину мозырский клуб.

### «Нафтан»
В январе 2024 года футболист перешёл в новополоцкий «Нафтан».